# لیناردو کاریجو
لیناردو کاریجو (به پرتغالی: Leandro Carrijó Silva) مهاجم اهل برزیل است که در شهر یوبرابا و در تاریخ ۳ سپتامبر ۱۹۸۵ به دنیا آمده‌است.
لیناردو کاریجو در تیم‌های فوتبال اتلتیکو مینیرو سابقهٔ حضور دارد.